# Rosahårig chilespindel
Rosahårig chilespindel (Grammostola rosea) även kallad Araña pollito är en chilensk behårad spindel.
Denna spindel når en benspann av 7,5 till 12,5 cm (3 till 5 inch). Den är aktiv på natten och jagar insekter, andra ryggradslösa djur och sällan unga gnagare. Arten förekommer i Chile, Bolivia och Argentina. Hanar blir vanligen 4 eller 5 år gamla och honor når en ålder upp till 20 år.